# Laura Bohannan
Laura Bohannan (1922 - 2002), cuyo nombre de soltera era Laura Marie Altman Smith fue una antropóloga, profesora y africanista estadounidense conocida por sus estudios sobre los tiv de África occidental. Usó como pseudónimo el nombre de Elenore Smith Bowen.

## Biografía
Nacida en Estados Unidos, se graduó en antropología cultural en 1947 en la Universidad de Arizona y se doctoró en la Universidad de Oxford en 1951. 
Entre 1949 y 1953, junto con su marido Paul Bohannan con el que se había casado en 1943, Laura Bohannan desarrolló un trabajo de campo entre los tiv de Nigeria. Junto con Paul Bohannan publicó las monografías clásicas sobre los tiv, Tiv Economy y The tiv of Central Nigeria.
Es muy conocido su artículo publicado en 1966 en la revista Natural History titulado Shakespeare in the bush (Shakespeare en la selva en las traducciones al español), que refleja la diversidad de modos de comprender los significados de una misma narración entre diferentes culturas, utilizando el ejemplo del Hamlet de Shakespeare.
Bajo el seudónimo de Elenore Smith Bowen escribió un trabajo de carácter autobiográfico sobre su estancia entre los tiv titulado Return to laughter, publicado en 1954. Resulta un temprano e interesante ejemplo de la antropología autobiográfica.

## Obra
- Tiv Economy, Evanston, Illinois: Northwestern University Press, 1968.
- The Tiv of central Nigeria, Londres, (Ethnographic survey of Africa: Western Africa).
- Return to Laughter. An Anthropological Novel, Nueva York, Harper, 1954.
- "Shakespeare in the Bush", Natural History 75 (1966), pp. 28–33. Traducción al español en Honorio Velasco (comp.). Lecturas de Antropología Social y Cultural: La Cultura y las Culturas. Madrid: UNED, 1993, pp. 75-85.